# Ptichodis basilans
Ptichodis basilans là một loài bướm đêm trong họ Erebidae.